# (73892) 1997 ER25
(73892) 1997 ER25 – planetoida z pasa głównego asteroid okrążająca Słońce w ciągu 4,07 lat w średniej odległości 2,55 j.a. Odkryta 5 marca 1997 roku.